# Jean-Jacques Moscovitz
 (mai 2024).
 (juin 2022).
Cet article possède des paronymes, voir Moscovici et Moscovitch.

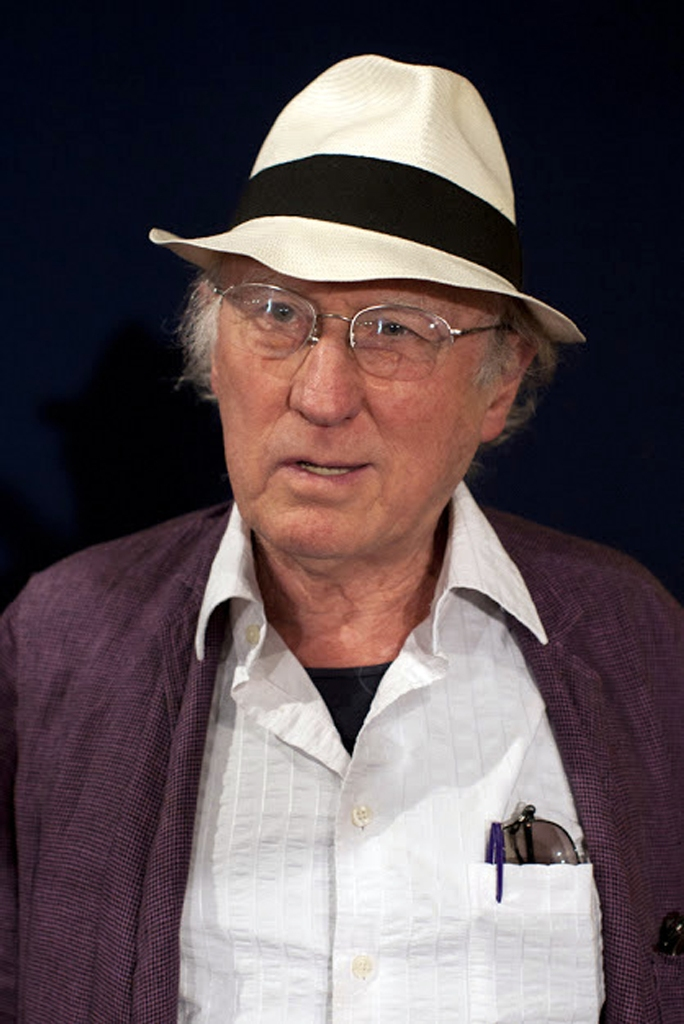
Jean-Jacques Moscovitz en 2014.

Jean-Jacques Moscovitz est un psychanalyste et psychiatre français, né en 1939.

## Biographie
Ancien interne des hôpitaux psychiatriques de la Seine, il se forme à la Société psychanalytique de Paris, puis est membre de l'École freudienne de Paris. 
Jean-Jacques Moscovitz est membre fondateur de l'association Psychanalyse actuelle et membre d'Espace Analytique.
Jean-Jacques Moscovitz est également membre fondateur et animateur du groupe Le Regard Qui Bat (cinéma et psychanalyse)
Praticien de la  psychanalyse depuis 1970, Jean-Jacques Moscovitz est auteur de plusieurs ouvrages et d'articles consacrés pour une grande part aux effets au niveau psycho-individuel de la rupture de l’Histoire dans la Shoah. Il participe également à des  débats sur Israël, il s'intéresse au lien entre judaïsme et psychanalyse, notamment par l’impact que leur impose et les fait se rencontrer la destruction des juifs d’Europe. 
Il a écrit plusieurs ouvrages ou articles d'analyse psychanalytique du cinéma, dont un livre consacré à Steven Spielberg.

## Publications
- Une psychanalyse pourquoi faire ?, édition Grancher 1988 (réédition en septembre 2006)
- D’où viennent les parents ? Psychanalyse depuis la Shoah?, coédition Penta-L’Harmattan, collection "Psychanalyse, Médecine, Société" dirigée par Abram Coen, septembre 2007
- Hypothèse Amour (entre intime et politique), édition Calman-Lévy 2001
- Psychanalyse d'un président,  éditions L'Archipel 2008
- Lettre d’un psychanalyste à Steven Spielberg, Papier Sensible Editions 2013
- Rêver de réparer l'histoire... Entre Psychanalyse et cinéma, collection Le regard qui bat, Éditions Érès, 2015

### Collectif
- Du cinéma à la psychanalyse, le féminin interrogé, collection Le regard qui bat, Éditions Érès, 2013
Codirection avec Vannina Micheli-Rechtman et écriture de auteur de deux chapitres (« Le féminin entre désir d'analyste, cinéma, histoire » et « Les femmes de Fellini ou le Fellini des femmes. En bref, l'homme Fellini »)